# Mo Collins
Maureen „Mo“ Ann Collins (* 7. Juli 1965 in Minneapolis, Minnesota) ist eine US-amerikanische Schauspielerin, Komikerin und Autorin.

## Leben und Karriere
Mo Collins schloss 1983 die Armstrong High School in Plymouth ab. Nach einigen Auftritten in Theaterproduktionen und Mitwirkungen in Werbespots hatte sie auch zwei Filmrollen (darunter Jingle All the Way, 1996). Danach zog sie nach Los Angeles.
Collins bekam eine Rolle für die Sketch-Comedy MADtv und trat dort von 1998 bis 2009 auf. Sie hatte Gastrollen in zahlreichen Fernsehserien, wie etwa Pushing Daisies, Californication und King of the Hill.
Collins ist seit 2013 mit dem Schauspieler Alex Skuby verheiratet.

## Filmografie (Auswahl)
Filme
- 1996: Versprochen ist versprochen (Jingle All the Way)
- 2003: Detective Fiction
- 2004: Jiminy Glick in Gagawood
- 2005: Jungfrau (40), männlich, sucht … (The 40 Year-Old Virgin)
- 2006: Danny Roane: First Time Director
- 2006: Puff, Puff, Pass
- 2007: Beim ersten Mal (Knocked Up)
- 2007: Cougar Club
- 2007: Carts
- 2007: Cook-Off!
- 2009: Flying By
- 2011: Division III: Football’s Finest
- 2011: And They’re Off
- 2014: Break Point
- 2016: Dirty Grandpa
- 2017: McDick
- 2023: Red, White and Blue (Kurzfilm)

Fernsehserien
- 1998–2009, 2016: Mad TV (159 Folgen, auch Buch in 25 Folgen)
- 2000: Gingers Welt (As Told by Ginger, eine Folge)
- 2000–2010: Family Guy (vier Folgen, Stimme)
- 2001: Just Shoot Me – Redaktion durchgeknipst (Just Shoot Me!, eine Folge)
- 2001: Ally McBeal (eine Folge)
- 2001–2006: Invader Zim (13 Folgen, Stimme)
- 2003: Office Girl (Less than Perfect, eine Folge)
- 2004: Girlfriends (eine Folge)
- 2004: Six Feet Under – Gestorben wird immer (Six Feet Under, eine Folge)
- 2004–2005: Arrested Development (fünf Folgen)
- 2005: Fat Actress (eine Folge)
- 2005: Joey (eine Folge)
- 2005: Eine himmlische Familie (7th Heaven, eine Folge)
- 2005: Lass es, Larry! (Curb Your Enthusiasm, eine Folge)
- 2005–2008: King of the Hill (vier Folgen, Stimme)
- 2006: Higglystadt Helden (eine Folge, Stimme)
- 2006–2007: Neds ultimativer Schulwahnsinn (Ned’s Declassified School Survival Guide, fünf Folgen)
- 2007: Californication (eine Folge)
- 2008: Pushing Daisies (eine Folge)
- 2008: Immer wieder Jim (According to Jim, vier Folgen)
- 2009: The Goode Family (eine Folge, Stimme)
- 2009: Modern Family (eine Folge)
- 2009–2015: Parks and Recreation (12 Folgen)
- 2010–2011: Men of a Certain Age (fünf Folgen)
- 2011: Suburgatory (eine Folge)
- 2011: Chuck (eine Folge)
- 2012: Ave 43 (fünf Folgen)
- 2013: Pound Puppies – Der Pfotenclub (Pound Puppies, zwei Folgen)
- 2014: The Greatest Event in Television History (eine Folge)
- 2014: Sullivan & Son (eine Folge)
- 2014–2016: Sheriff Callie’s Wilder Westen (Sheriff Callie’s Wild West, 36 Folgen, Stimme)
- 2015: F’d (eine Folge)
- 2015: Fresh Off the Boat (eine Folge)
- 2015: Clash-A-Rama! (vier Folgen, Stimme)
- 2015–2021: F Is for Family (Stimme)
- 2017: Cassandra French’s Finishing School (vier Folgen)
- 2017–2023: Welpen Freunde (Puppy Dog Pals, Stimme)
- 2018: Ghost Writer (eine Folge)
- 2018: Please Understand Me (eine Folge)
- 2018–2022: Fear the Walking Dead (28 Folgen)
- 2020: Dream Corp LLC (drei Folgen)
- 2020: Lorraine (fünf Folgen, auch Buch und Regie)
- 2021: Pete the Cat (eine Folge)
- 2022: PAW Patrol  (eine Folge, Stimme)
- 2023: Noch nicht ganz tot (Not Dead Yet, eine Folge)
- 2023: Grey’s Anatomy (eine Folge)
- 2024: The Sex Lives of College Girls (eine Folge)
- 2025: Night Court (eine Folge)